# Transport de l'Agglomération Grenobloise
Transport de l'Agglomération Grenobloise, nota anche con la sigla TAG, è l'azienda francese che gestisce il trasporto pubblico nell'agglomerato urbano di Grenoble.

## Esercizio
L'azienda gestisce 5 linee tranviarie (A, B, C, D E), 46 autolinee e minibus con funzione di navetta.

### I tram di Grenoble

Le linee tranviarie di Grenoble - 2014

Le linee tranviarie della città hanno una lunghezza totale di 35 km divisi su 4 linee. La prima ad essere nuovamente messa in funzione, dopo che il servizio su rotaia precedente era stato in servizio dal 1894 al 1952, è stata la linea A nel 1987, seguita dalla B nel 1990 e dalla C il 20 maggio 2006.
Nel rimettere in funzione le linee cessate si è cercato di tenere in debita considerazione le necessità dei disabili con largo impiego di vetture tranviarie a pianale ribassato.
All'inizio del 2007 le linee sono percorse da un totale di 88 vetture, 53 di tipo TFS (Tramway français standard) e 35 altre del tipo Citadis. Le fermate sono un totale di 59, di cui 9 in comune tra più linee:
- La linea A comporta 29 stazioni
- La linea B comporta 20 stazioni
- La linea C comporta 19 stazioni
- La linea D comporta 6 stazioni
- La linea E comporta 18 stazioni dal 2015